# حزام إنجيلي (هولندا)

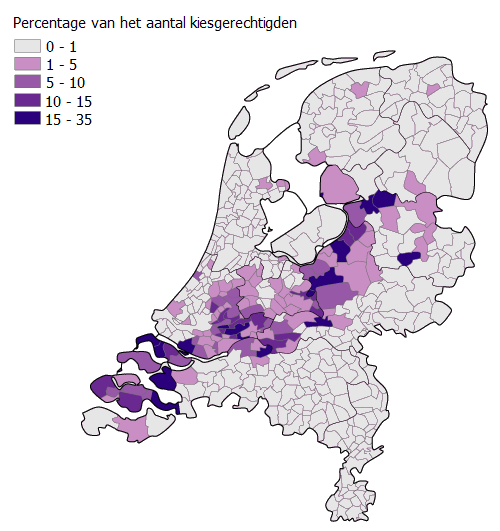
المناطق الهولندية التي حصل فيها الحزب اليميني المسيحي الحزب السياسي الإصلاحي على كمية كبيرة من الأصوات في عام 2010، وهي توازي إلى حد كبير الحزام الإنجيلي الهولندي.

الحزام الإنجيلي (بالهولنديّة: De Bijbelgordel) هو مصطلح غير رسمي يُطلق على إقاليم يقع في هولندا تُشكِل فيه البروتستانتية المحافظة اجتماعياً مقارنًة في بقية أنحاء المملكة.
يتواجد البروتستانت بشكل خاص في شمال هولندا وأمستردام، حيث كانت البروتستانتية الكالفينيّة الديانة المهيمنَة تاريخيًا، ويُطلق على المنطقة الممتدة من زيلند إلى مقاطعة أوفرايسل الحزام الانجيلي إذ تُشكِل فيه البروتستانتية الكالفينية المحافظة اجتماعياً جزءاً رئيسياً من الثقافة، وحضور الكنيسة المسيحية فيه أعلى منه في بقية محافظات هولندا. يرفض سكان المنطقة عمومًا حقوق المثليين جنسيًا، والإجهاض والموت الرحيم. وتبرز في المنطقة ظاهرة التبشير التلفازيّ.
سياسيًا يبرز حضور الأحزاب السياسية الممثلة في البرلمان الهولندي وهي (الاتحاد المسيحي CU، وحزب النداء الديمقراطي المسيحي CDA، والحزب السياسي الإصلاحي SGP) التي تعتمد في سياستهم على مباديء المعتقد المسيحي وتعاليمه بدرجات متفاوتة. وبالرغم من أن هولندا تعد دولة علمانية، إلا أنه في العديد من المجالس البلدية في هذه المنطقة والتي تتمتع فيها الأحزاب المسيحية بالأغلبية، يتم افتتاح الاجتماعات فيها بالصلاة.